# Katharina Koschny

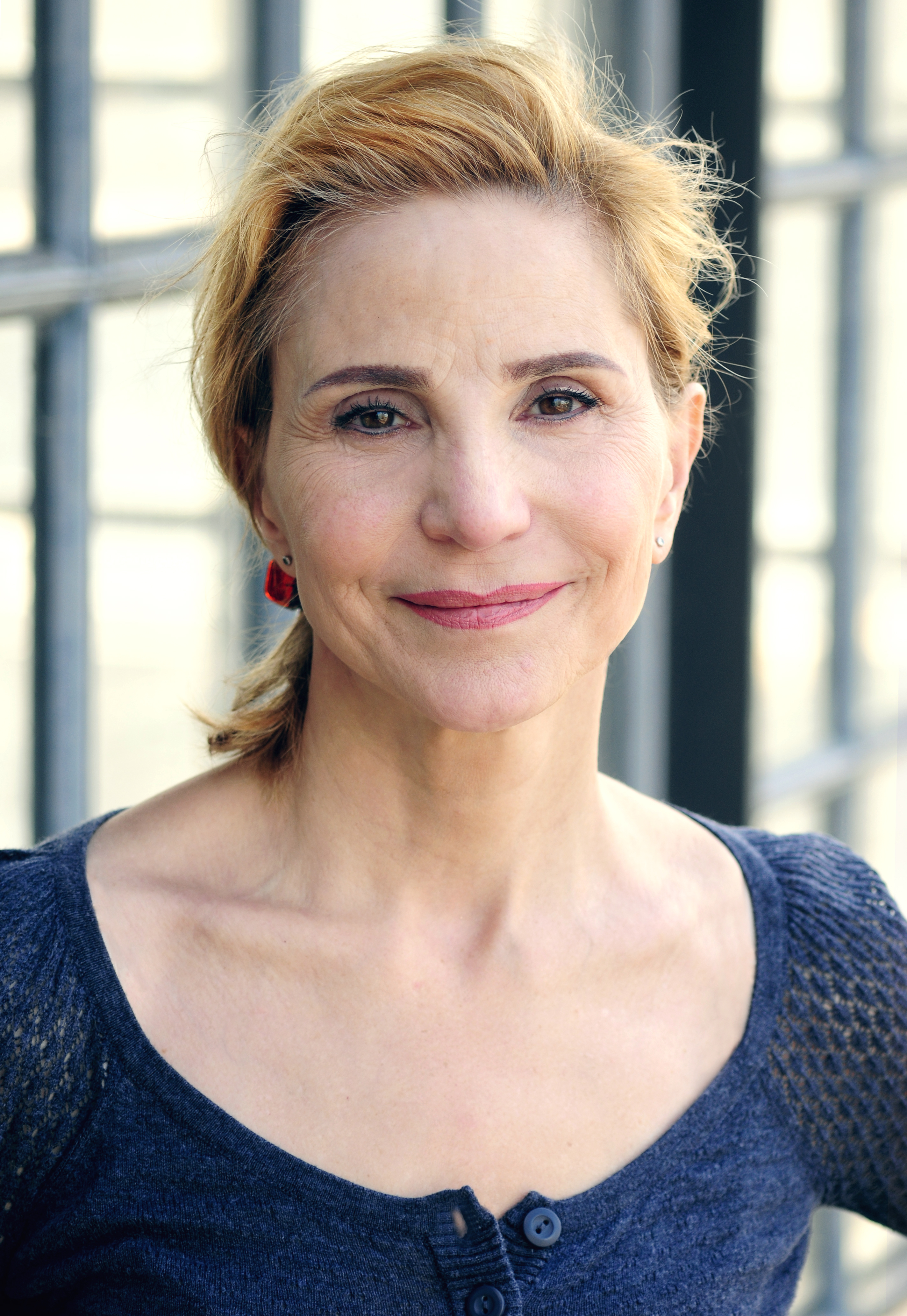
Katharina Koschny (2012)

Katharina Koschny (* 28. Juli 1953 in West-Berlin) ist eine deutsche Synchronsprecherin, Schauspielerin und Sängerin.

## Leben
Katharina Koschny erhielt ihre Schauspielausbildung im Studio Langhanke in Berlin von 1973 bis 1979. Nach der Ausbildung stand sie acht Jahre am Zürcher Theater 58 unter Vertrag. 1990 bis 1994 arbeitete sie als Nachrichtensprecherin für den Sender RIAS in Berlin und später auch als Nachrichtensprecherin für DW-TV. Seit 1992 ist sie als Synchronsprecherin in Kinofilmen und Fernsehserien zu hören. Sie synchronisierte unter anderem die Stimmen von Charlotte Rampling, Patricia Clarkson, Nathalie Baye und Mary Elizabeth Mastrantonio. Sie ist ebenfalls in Hörbuchproduktionen, Dokumentarfilmen, Werbespots und als Stimme von Akustik-Guides zu hören.
Filmrollen hatte sie im Tatort, in der Serie Verliebt in Berlin und im Großstadtrevier. Auch in Unser Charly, Praxis Bülowbogen, Wolffs Revier und in Für alle Fälle Stefanie ist sie zu sehen.
Darüber hinaus ist sie mit bisher 2 eigenen Filmprojekten in Erscheinung getreten: „Menschenzeit“ (Kurzfilm 2020: Regie und Hauptrolle, nominiert für die Festivals Berlin Flash Film Festival, The Lift Off Sessions, Erstveröffentlichung auf Amazon Prime Video) und „Schöpfung“ (Kurzfilm 2021: Buch, Voice Art); beide Filme haben ihre Kino-Premiere beim Festival „Filmgarten Berlin“ und wurden von Hauptstadtlichter TV produziert.
Sie ist Inhaberin und Geschäftsführerin der 2010 gegründeten Akademie für professionelles Sprechen in Berlin-Wilmersdorf, die sie mit ihrem Partner Rudy Redl (Gründungsmitglied der Berliner Improvisationstheatertruppe Die Gorillas) betreibt. Sie unterrichtet Synchron- und Mikrofonsprechen für alle Sparten und Sendeformate bei Funk, TV und Medien nach dem von ihr entwickelten ariadne system®, das 2021 auch als Buch erschienen ist, mit dem Titel ariadne system® – Leitfaden zum erfolgreichen Sprechen.
Mit Rudy Redl als Pianist ist Katharina Koschny seit 2002 – neben Musikern wie Mack Goldsbury, Michael Gechter, Eric Vaughn, Niels Unbehagen und Mike Russell – regelmäßig in Bandprojekten als Sängerin aufgetreten, unter anderem bei den Swing Crusaders und dem Night Time Blues Orchestra. Seit 2012 ist sie festes Mitglied der Blueprint Band-Berlin.
2015 veröffentlichte sie die Musik-CDs „Do You Feel The Years Go By“ (Single) und „Common Music“ (Album) mit Kompositionen von Rudy Redl,
2018 die EP „Back on Earth“.

## Privates
Katharina Koschnys Tochter Maria Koschny ist ebenfalls Schauspielerin und Synchronsprecherin.

## Sprechrollen (Auswahl)
Julie White
- 2007: Transformers als Judy Witwicky
- 2009: Transformers – Die Rache als Judy Witwicky
- 2011: Transformers 3 als Judy Witwicky
- 2013: Inside Out als Martha
- 2019: Designated Survivor als Lorraine Zimmer
- 2022–2024: Navy CIS: Hawaiʻi als Maggie Shaw

Mary Elizabeth Mastrantonio
- 1999: Wenn der Nebel sich lichtet – Limbo als Donna De Angelo
- 2010–2011: Criminal Intent – Verbrechen im Visier als Captain Zoe Callas
- 2016: Limitless als Nasreen Pouran

Bebe Neuwirth
- 2002: Alle lieben Oscar als Diane Lodder
- 2004: Hawaii Crime Story als Alison Ritchie
- 2005: Game 6 – Das Leben ist ein Spiel! als Joanna Bourne

Mary Steenburgen
- 2003: Buddy – Der Weihnachtself als Emily Hobbs
- 2013: Dirty Girl als Peggy

Alice Krige
- 2006: Silent Hill als Christabella
- 2008: Betrayed – Der Preis der Wahrheit als Falco

Michelle Gomez
- 2014–2017: Doctor Who als Der Master / Missy
- 2022: Doom Patrol als Mme Rouge

Lesley Manville
- 2015: Romeo & Julia als Amme
- 2020: World on Fire als Robina Chase

Nathalie Baye
- 2017: alibi.com als MME Martin
- 2022: Haute Couture als Directrice Esther[2]

### Filme
- 1991: Der Reporter mit der großen Klappe – Blanche Baker als Kate Penndragin
- 1992: Das Lustprinzip – Sara Mair–Thomas als Anne
- 1993: Herz in Fesseln – Sandra P. Grant als Clara Davies
- 1994: Gerechtigkeit für meinen Sohn – Michele Goodger als Chambers
- 1995: Bye Bye, Love – Janeane Garofalo als Lucille
- 1996: She’s the One – Leslie Mann als Connie
- 1997: Future Force – Virus der Apokalypse – Susan Africa als Jihane
- 1998: Liebe in jeder Beziehung – Allison Janney als Constance Miller
- 1998: Stadt der Engel – Robin Bartlett als Anne
- 2000: Es begann im September – Mary Beth Hurt als Dr. Sibley
- 2001: Joe Jedermann – Kelly Lynch als Callie Scheffer
- 2007: Bubba Ho–Tep – Ella Joyce als Altenpflegerin
- 2009: Crazy Heart – Beth Grant als Jo Ann
- 2010: Legendary – In jedem steckt ein Held – Patricia Clarkson als Sharon Chetley
- 2011: The Resident – Nana Visitor als Maklerin[3]
- 2012: Hyde Park am Hudson – Elizabeth Marvel als Missy
- 2013: Der große Gatsby – Heather Mitchell als Daisy's Mutter
- 2014: Beethoven und der Piratenschatz – Morgan Fairchild als Charlene[4]
- 2020: Tenet – Dimple Kapadia als Priya[5]

### Serien
- 1995–1997: Full House – Gail Edwards als Vicky Larson[6]
- 1995–1998: Gargoyles – Auf den Schwingen der Gerechtigkeit – Marina Sirtis als Demona
- 1997–2005: Alle lieben Raymond – Monica Horan als Amy MacDougall
- 2007–2010: Heroes – Ashley Crow als Sandra Bennet
- 2007–2014: Brothers & Sisters – Patricia Wettig als Holly Harper
- 2010: Ghost Whisperer – Stimmen aus dem Jenseits – Maria J. Rockwell als weiblicher Geist
- 2014: The Secret Circle – Ashley Crow als Jane Blake
- 2016–2020: The Ranch – Debra Winger als Maggie Bennett
- 2017: The Handmaid’s Tale – Der Report der Magd – Julie Dretzin[7] als Eleanor Lawrence
- 2018: Lebowitz contre Lebowitz – Clémentine Célarié als Paule Lebowitz[8]
- 2019: Sharp Objects – Patricia Clarkson als Adora Crellin
- 2020–2022: Breeders – Stella Gonet als Leah
- 2020: Upright – Heather Mitchell als Jen Fynn
- 2020: The Bay – Lindsey Coulson als Penny Armstrong[9]
- 2021: Kidnapping – Charlotte Rampling als Claire Bobain
- 2023: Star Trek: Picard – Gates McFadden als Beverly Crusher

### Hörspiele
- als Lich in Die letzten Helden, Episode 5: Das Meer der verlorenen Seelen
- als Bundeskanzlerin Aglaia Schächter in Glashaus